# Ludwik Malicki
Ludwik Malicki (ur. ok. 1839, zm. 9 maja 1922 w Nowym Sączu) – polski nauczyciel, działacz społeczny.

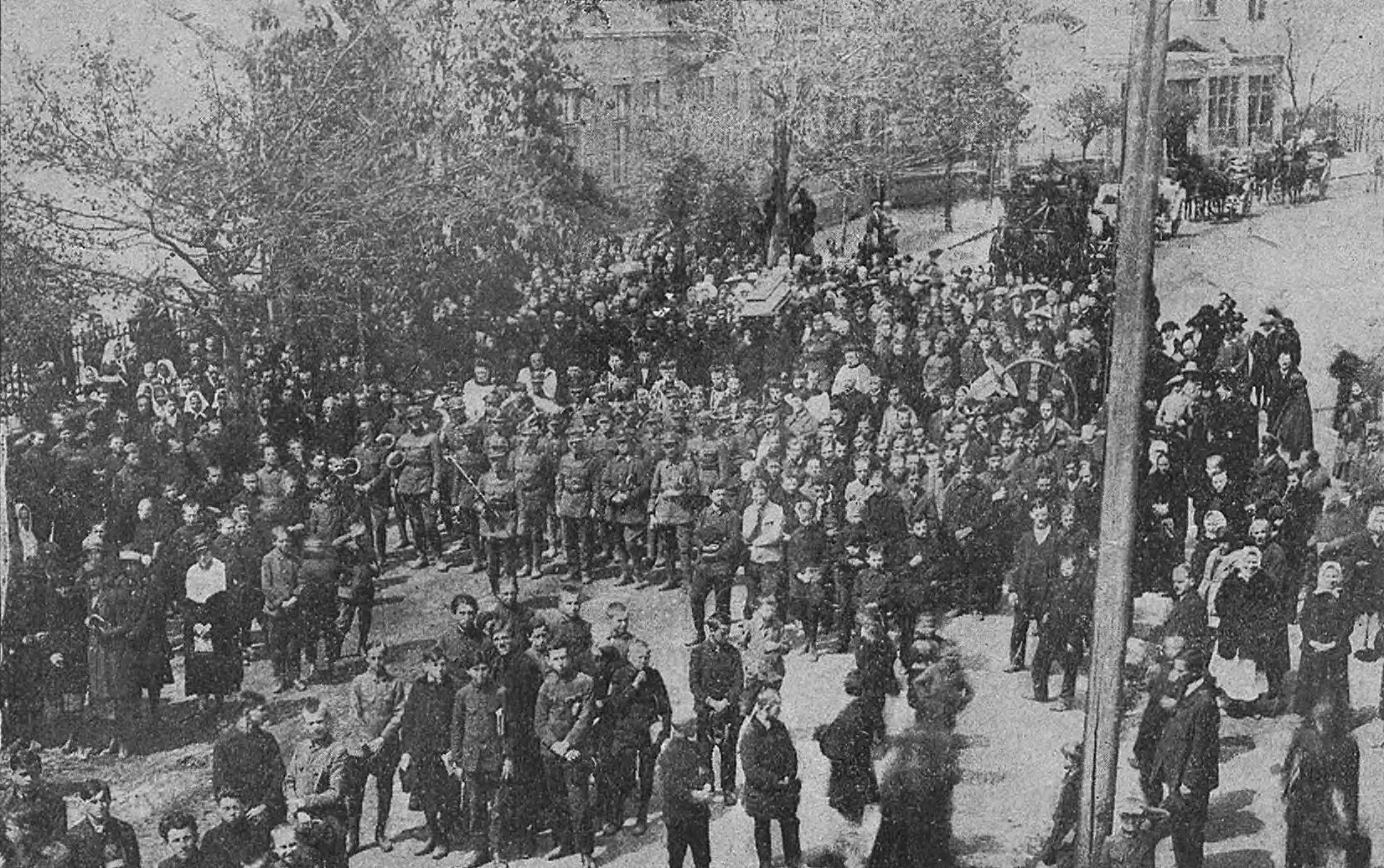
Pogrzeb Ludwika Malickiego

## Życiorys
Urodził się w 1859 w Jaszczwi. Był profesorem gimnazjalnym w Nowym Sączu. W mieście założył kaplicę szkolną, Bursę im. Tadeusza Kościuszki i szkołę w Podegrodziu, której był kierownikiem.
Otrzymał tytuł honorowego obywatelstwa Nowego Sącza.
Zmarł 9 maja 1922 w Nowym Sączu w wieku 83 lat. Został pochowany w grobowcz rodzinnym na miejscowym cmentarzu.